# Антонио Кандрева
Антонио Кандрева (на италиански: Antonio Candreva) е италиански футболист, играещ като централен полузащитник или плеймейкър. Феновете му дават прякора Ил Тимидо – Плахия (Il Timido), поради предпазливият му стил на игра.

## Кариера
Като юноша минаве през отборите на Лодиджиани, Тернана и Удинезе. Прави професионален дебют за Тернана през сезон 2004/2005, в Серия Б. След отпадането на Тернана в Серия Ц1 редовно получава място в стартовия състав.
През юни 2007 г. подписва с Удинезе. Състезава се за младежката формация, също така записва и 3 мача за представителния отбор. През 2008 преминава за един сезон под наем в Ливорно, помагайки им да преминат в Серия А, което води до удължаването на наемът му с една година.
На 20 януари 2010 г. Удинезе и Ювентус сключват 6-месечна сделка за отдаването му под наем на „Старата госпожа“.
За националния отбор на Италия има изиграни 2 мача.